# الشيخ موسى (حارة)

تعديل مصدري - تعديل

الشيخ موسى هي إحدى حارات حي المشنة بمدينة إب اليمنية، بلغ تعداد سكانها 299 نسمة حسب تعداد اليمن لعام 2004.